# Gumperts bokhandel
Gumperts bokhandel är en tidigare bokhandel i Göteborg. Den grundades den 1 februari 1834. Bokhandeln låg då i det så kallade Åkermanska huset – efter landskamreren Åkerman – vid Tyska bron, ett hörnhus på Korsgatans östra sida och Södra Hamngatan 25. Den 6 december 1871 fanns verksamheten i hörnfastigheten Södra- och Östra Hamngatan. Mötesplatsen där brukade kallas Gumperts hörna (göteborgska: Gumperts hörne).

## Historik

### 1830–1857: Nr. 25

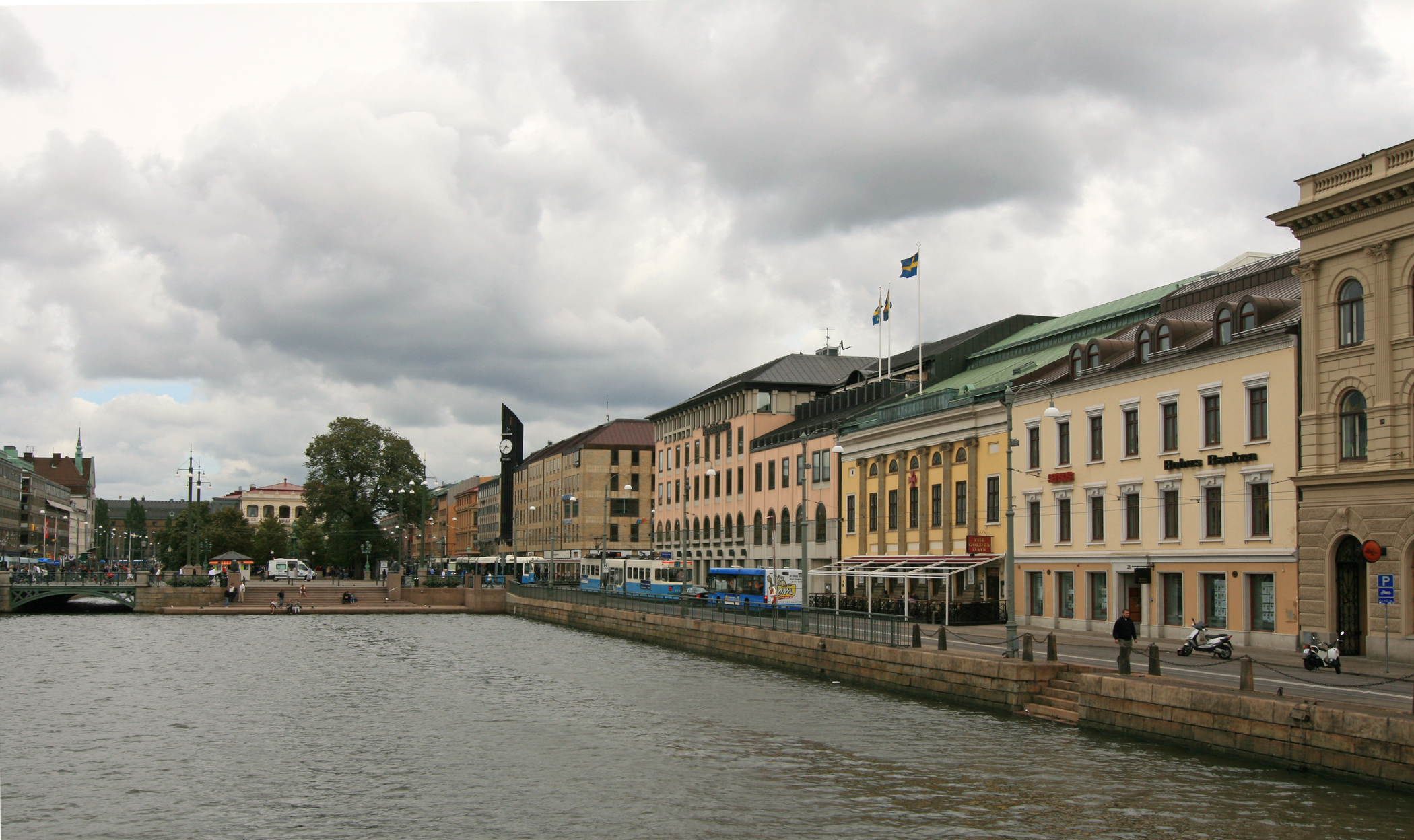
Södra Hamngatan, där tre av Gumperts inkarnationer fanns.

Bokhandeln hade först drivits av universitetsbokhandlaren i Lund, Christian Wilhelm Kühl Gleerup, som tog över verksamheten i november 1830, då de nya lokalerna på Södra Hamngatan 25/Korsgatan 2 invigdes. Eftersom Gleerup även drev en bokhandel i Lund, anställde han köpenhamnaren Julius Fr. Møller som föreståndare i Göteborg. Rörelsen utvecklades mycket väl och snart anställdes ännu en dansk, Nathan Jacob Gumpert, född i Köpenhamn 15 augusti 1805. Gumpert biträdde Møller fram tills denne avled i april 1833, då Gumpert tog över som föreståndare. Den 1 februari 1834 meddelar Gumpert att han nu förvärvat hela verksamheten och samtidigt startat ett förlag, dock behöll han det tidigare namnet Gleerupska Bokhandeln fram till 1843 då namnet ändrades till N. J. Gumperts Bok- och Musikhandel. Redan år 1839 hade han startat ett Musikaliskt Lånebibliotek.
Gumpert hade en mycket modern uppfattning om reklam; han annonserade minst två gånger per vecka i Göteborgs Handels- och Sjöfartstidning och förekom i alla större cirkulär. Den första kända bokrealisationen i Göteborg hölls i oktober 1845. Bokrean gick till så att Gumpert annonserade i GHT med en annonsbilaga, där han hade en förteckning på böcker av värde till betydligt nedsatta priser. 
N. J. Gumpert startade år 1835 sin förlagsverksamhet och i oktober 1847 bildade han boktryckeriet N. J. Gumpert & Comp. tillsammans med Svante Cronsioe. Tryckeriet låg i hörnet av Fredsgatan och Drottninggatan. Deras största uppdrag blev att trycka Götheborgs Handels- och Sjöfarts-Tidning 1848–54.
Den 12 november 1854 avled N. J. Gumpert och tryckeriet köptes den 1 januari 1855 av redaktörerna S. A. Hedlund och C. J. Lindskog.
Bokhandeln drevs nu vidare av änkan Edla Gumpert (född Nisser) och Gumperts systerson, den då tjugofemårige Oscar Ludvig Lamm, som dock hunnit arbeta i fjorton år bakom disken.

### 1857–1871: Nr. 23
I augusti 1857 flyttade bokhandeln mitt över gatan till den fastighet, med adress Södra Hamngatan 23/Korsgatan 1 i kvarteret Kommerserådet (5:e roten, nr 32), som Gumpert köpt 1843 av änkefru Christina Carlsson för 17 333 riksdaler, samtidigt som änkan Gumpert lämnade över verksamheten till Lamm efter att hon först låtit bygga om bottenvåningen till butikslokaler med stora skyltfönster.
I början av 1864 övergick äganderätten till bokhandeln till Frans P.son Beijer, och 1868 fanns Magnus Kindal med som hälftenägare. Från 1864 hette affären Gumperts pappershandel, och året därefter startades ett bokbinderi i ett hus på Stampen. Bokbinderiet blev raskt framgångsrikt och flyttade snart till Chalmerska Slöjdsskolans tidigare lokaler vid Norra Larmgatan, nu med namnet Gumperts KontorsboksFabrik.

### 1871–1978: Gumperts hörna

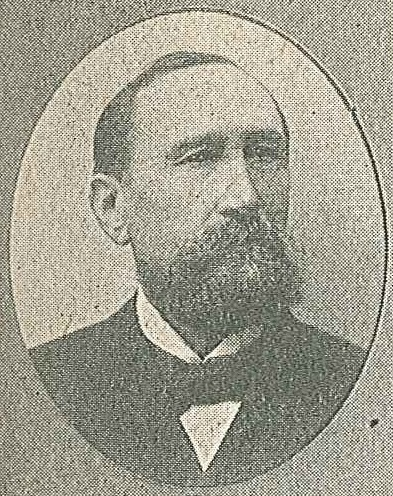
Magnus Kindal, ensam ägare av Gumperts från 1872.

Den 6 december 1871 flyttade verksamheten till hörnfastigheten Södra Hamngatan 35 och Östra Hamngatan, och från 1872 blev Magnus Kindal ensam ägare till bok- och pappershandeln.
Ett av Kindals biträden sedan 1870, den unge göteborgaren Carl Wettergren som 1882 lämnade sin anställning för att tillsammans med tysken Theodor Kerber starta en egen bokhandel, Wettergrens. År 1898 övertog sonen Carl Kindal (1873–1936) faderns verksamhet och drev den fram till sin död. Gumperts hörne revs med början den 20 februari 1976.

### 1978–1990-talet: Nordstan
I samband med byggnationen av Nordstan flyttade Gumperts bokhandel till Nordstan – korsningen av Götgatan och Norra Hamngatan – där den fanns under namnet Gumperts fram till 1990-talet då verksamheten övertogs av Akademibokhandeln.
Namnet Gumperts lever dock kvar i folkmun, då beteckningen fortfarande används av göteborgare som populär mötesplats. Det gäller dock att skilja på Gumperts hörna (hörne) med samma adress 1871–1978, syftande på bokhandelns äldre placering (Södra Hamngatan 27), och Gumperts, vid dess sista placering i Nordstan.